# Jabuka (Vojvodina)
Jabuka (serbisch-kyrillisch Јабука, deutsch Jabuka, ungarisch Torontálalmás) ist ein Dorf mit 6181 Einwohnern im südlichen Banat an der Temesch in der Opština Pančevo im Okrug Južni Banat der Vojvodina, Serbien. Jabuka liegt etwa 27 km nordöstlich von Belgrad. Der Ortsname bedeutet wörtlich übersetzt Apfel.

## Geschichte

### Erste Siedlungsspuren
Auf dem Gemeindegebiet wurden Gegenstände (Werkzeuge aus Stein, Tierknochen, Kupfer und Bronze, Fragmente von Tongefäßen) aus den jungsteinzeitlichen Vinča- und Starčevo-Kulturen, der Badener-Kultur, aus der Hallstattzeit und aus der Völkerwanderungszeit (sarmatische Keramik) gefunden.

### Osmanisches Reich
Es ist urkundlich nicht belegt, wann Jabuka tatsächlich gegründet wurde.
Ein tradierter Gründungsmythos besagt, dass slawische Fischer zu Beginn des 17. oder 18. Jahrhunderts am linken Ufer der Temesch einen Apfelbaum vorfanden, um den sie die ersten Häuser erbauten. Dieser Mythos ist zum ersten Mal im Jahre 1912 schriftlich nachweisbar. Das heutige Siedlungsgebiet Jabuka gehörte von 1552 bis 1718 zum osmanischen Eyâlet Tımışvâr. 1733 wurden in Jabuka 19 slawische Familien gezählt. Die überlieferten Namen wie Stoikov, Stepan, Pavao oder Damian verweisen nicht zwingend auf einen serbischen Ursprung, denkbar wäre auch eine bulgarische oder rumänische Herkunft. Als sicher gilt, dass Jabuka zwischen 1660 und 1666 nicht existierte.

### Jabuka während der Habsburgermonarchie (1718–1918)

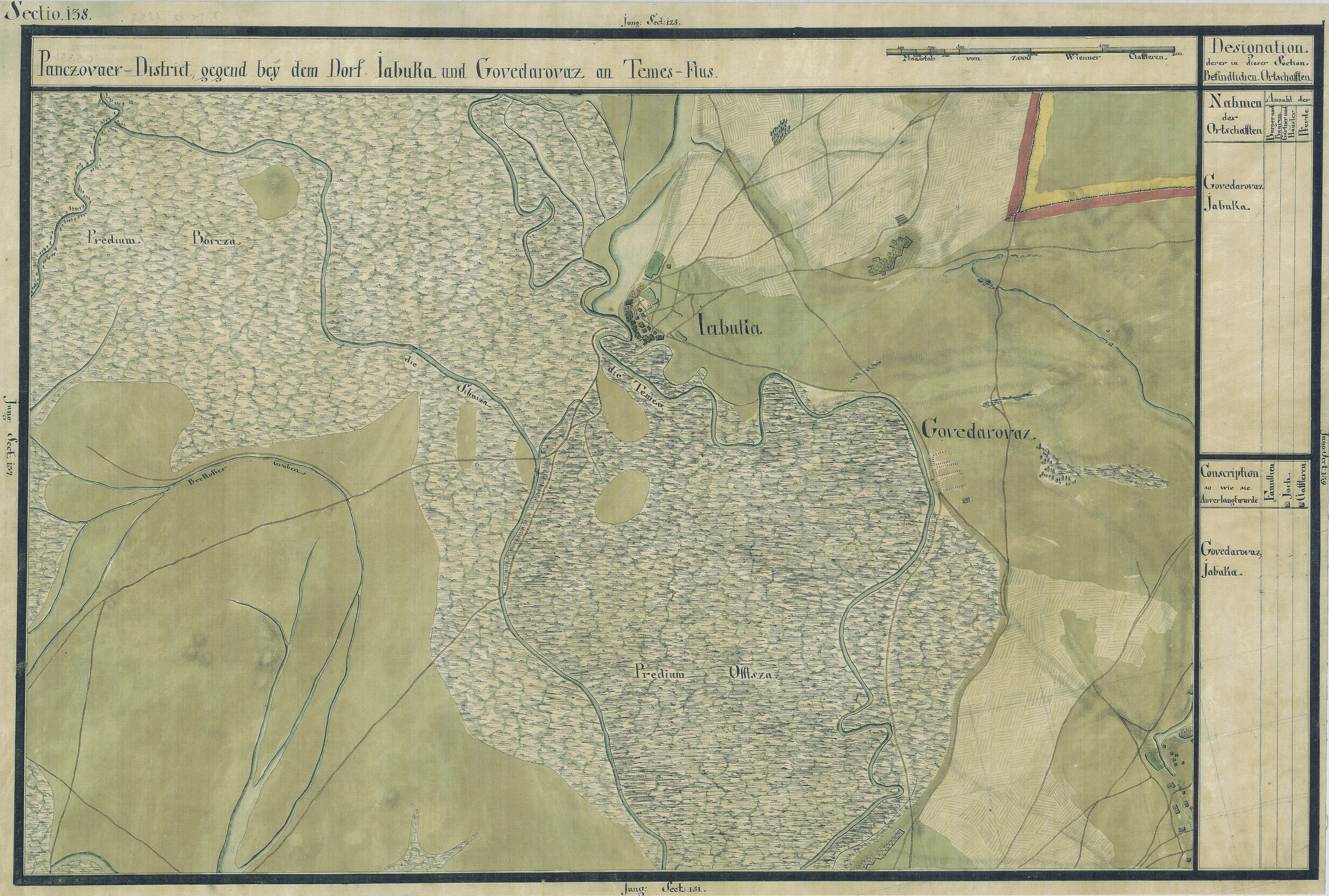
Österreichisches Staatsarchiv: Karte Sectio 138 der Josephinischen Landesaufnahme (1769–1772)

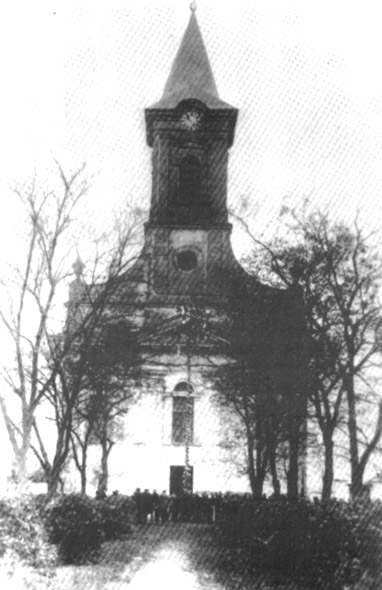
Kirche St. Leopold, erbaut 1829–1833, abgerissen 1959–1962

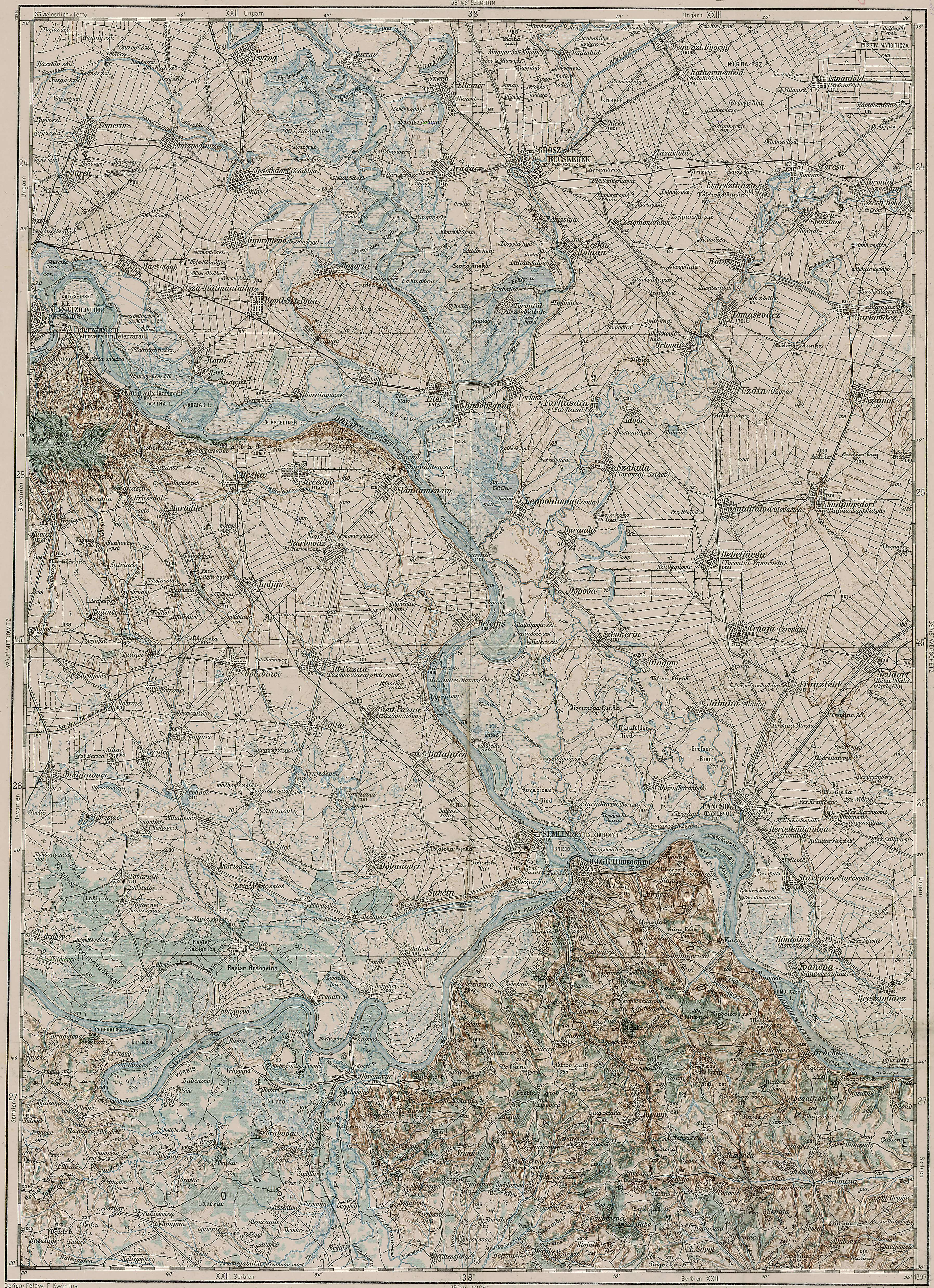
Jabuka (Almás) und Bahnstation Torontál-Almás, 1897

Mit dem Frieden von Passarowitz kam das Banat unter die Herrschaft der Habsburger. Es wurde als kaiserliches Kameralgut den Wiener Zentralbehörden (Hofkriegsrat und Hofkammer) unterstellt und von einer Landesadministration in Temesvár verwaltet. 1764 begann unter Maria Theresia im südwestlichen Banat der administrative Aufbau und die organisierte Kolonisation eines Grenzregiments und seines Regimentsbezirks zum weiteren Ausbau der Militärgrenze. Auf Weisung des Hofkriegsrates vom Mai 1764 wurden für ein Ansiedlungs-Corps zuerst Veteranen aus den Aerarial-Invalidenhäusern von Wien, Prag, Pest und Pettau ausgewählt. Eine militärische Ansiedlungskommission konskribierte die für die Ansiedlung vorgesehenen Orte. Laut Kommissionsbericht vom Dezember 1764 gab es 88 raizische Familien und 69 bewohnbare Häuser in der Streusiedlung Jabuka (Alt Jabuka). Die slawischen Einwohner konnten sich bei dieser Konskription für den Militärdienst oder für eine finanziell entschädigte Umsiedlung mit zugebilligter dreijähriger Abgabenfreiheit entscheiden. 86 Familien entschieden sich für die Umsiedlung nach Jarkovac, Ilandža, Dobrica und Banatsko Novo Selo. Im April 1765 berichtete die Kommission dem Hofkriegsrat, dass die Ansiedlung einer Kompanie mit 200 Veteranen in Jabuka abgeschlossen war. Etwa die Hälfte der Soldaten war verheiratet und hatte Kinder. In den ersten Jahren lebten in einem Haus zwei bis drei Familien als eine sogenannte Hauskommunion zusammen. 1768 inspizierte Kaiser Joseph II. das Banat und notierte am 9. Mai 1768 in sein Reisetagebuch: Jabuka ist unter allen das schlechteste Dorf. 1770 begann die bis zu Beginn des 19. Jahrhunderts anhaltende Ansiedlung weiterer Familien aus dem Elsass, aus Lothringen, aus Baden, der Pfalz, aus Franken, aus Böhmen und Mähren, aus Niederösterreich, aus verschiedenen ungarischen Komitaten und Regimentsbezirken der Militärgrenze. Die ersten Ansiedler wurden von 1770 bis 1777 in provisorischen Unterkünften im Prädium Govedarovacz untergebracht.
Die Siedlungs- und Wirtschaftsform der Raitzen (Serben) entsprach jedoch nicht den Vorstellungen der Wiener Hofstellen von einer effektiven Landwirtschaft und einer geordneten Lebensführung. In den General-Principia, nach welchen das [Ansiedlungs-]
Werck weiters fortzuführen sey (1775) nennt Oberst Geneyne, seit 1769 mit dem Kommando des Deutschen Ansiedlungsregiments betraut, unter anderem das Ziel: „Die in der Gräntz befindliche [insbesondere serbische] Militar-Schutz-Leute in den Standt zu setzen, um die Absichten des Hofs, mit solchen dereinst, vortheilhaftig ins Werck bringen zu können.“
Im März 1774 ordnete der Hofkriegsrat den völligen Neuaufbau von Jabuka an.
Für die Neugründung der deutschen Ortschaft Jabuka wurden im Wesentlichen dieselben Ziele verfolgt:
„Die Erbauung deren Deutschen Militar-Ortschafften, so einzurichten, damit der Mann eine dauerhafft und gesunde Wohnung haben möge; und überhaupt durch diesen Bau, Ordnung einzuführen, welche auch die übrigen Verhältnisse einer guten Landwirthschafft besondern Bezug haben.“
In Jabuka und in allen für die Ansiedler neu angelegten Orten wurden die landwirtschaftlichen Flächen entsprechend den Grundsätzen der Dreifelderwirtschaft in Fluren eingeteilt und die Höfe im Ort zusammengefasst.
Der klar abgegrenzte Ortsetter war von der gemeinschaftlich genutzten Hutweide umgeben. Daran schlossen sich die drei Ackerfluren (Sommerflur, Winterflur und Brache) und die Wiesenflur an. Jedem Haus wurde in jeder der vier Fluren ein Grundstück zugeteilt.
Nach dem Situationsplan von 1774 wurden die Blöcke in drei parallelen Reihen zu kleinen rechteckigen Einheiten unterschiedlicher Länge zusammengestellt. Diese kleinen Einheiten ließen sich leicht in das Gelände einpassen, so dass man mit ihnen bei der Grundrissgestaltung ein hohes Maß an Flexibilität erreichen konnte. Die gewünschte geometrische Klarheit blieb dabei allerdings auf einzelne Abschnitte des Dorfgrundrisses beschränkt. Im „Eintheilungs-Plan“ der beiden Dörfer Jabuka und Sefkerin aus demselben Jahr ist im Westen eine weitere rechteckige Einheit – als „Raiczisch Dorf“ bezeichnet – angefügt.
Die Hofkammer bewilligte den vorgeschlagenen Grundrissentwurf und die veranschlagten Baukosten. Im November 1774 wurde dem Hofkriegsrat unterthänigst berichtliche Anzeige gemacht, daß der für heuer zu unternehmen hochangeordnete Bau, des Militar-Orts Jabuka, nunmehro zu vollkommen fertigem Standte gelanget. Das neue Dorf wurde in mehreren rechteckigen Häuserblöcken als Reihendorf am linken Temeschufer angelegt, zweieinhalb Kilometer südöstlich von Alt-Jabuka entfernt. Es wurden Gemeine Ansiedlerhäuser, ein Hauptmannsquartier, ein Lieutnantsquartier, ein Arrendatorquartier, ein Schulhaus, ein Wirtshaus, eine Wagnerei, eine Schmiede, ein Pfarrhaus und eine Kirche erbaut, fünf öffentliche Brunnen gegraben und an den Straßen Maulbeerbäume zur Seidenraupenzucht gepflanzt. Während des Russisch-Österreichischen Türkenkriegs befahl Joseph II. im Jahre 1788 die Evakuierung der im Frontgebiet gefährdeten Zivilbevölkerung, die in der Region Kiskunfélegyháza-Csongrád notdürftig untergebracht wurde. Nach dem Frieden von Swischtow wurde das zerstörte Dorf wieder aufgebaut und ein Kreuz aus Felsstein aufgestellt, das heute noch im Ort steht. 1808 besuchte Erzherzog Ludwig die Banater Militärgrenze und gründete in Jabuka eine Obstbaumschule. Im Jahre 1836 forderte eine Choleraepidemie und 1838 eine Syphilisepidemie zahlreiche Opfer in der Region. Im Juni 1866 nahm das Deutsch-Banater-Grenzinfanterieregiment Nr. 12 an der zweiten Schlacht bei Custozza teil.
Seit 1766 gehörte die römisch-katholische Pfarre zur Diözese Csanád. Von 1829 bis 1833 wurde die neue Pfarrkirche St. Leopold erbaut. Die Urkunde über die Grundsteinlegung vom 14. November 1833 wurde im Hochaltar der Kirche eingemauert. In den Jahren 1836, 1838, 1846 und 1867 visitierten die Bischöfe Josef Lonovics und Alexander Bonnaz die Pfarrgemeinde. Im Jahre 1858 notierte der Pfarrer im Pfarrbuch (Historia Domus), dass eine herrliche Himmelserscheinung fast den ganzen Sommer hindurch sichtbar war. 1901 wurde die kleine orthodoxe Kirche St. Demetrius erbaut.
Nach Auflösung der Militärgrenze (1872) gehörte Jabuka zum Verwaltungsbezirk Pancsova (Pancsovai járás, Stuhlbezirk Pantschowa) des Komitats Torontál. Im Zuge der Magyarisierung wurde der Ort zuerst offiziell sowohl Jabuka als auch Almás (Apfel) genannt. Aufgrund des ungarischen Reichstagsgesetzes von 1898 über die Gemeinde- und Ortsnamen durften nur mehr die Varianten Almás oder Torontálalmás bis 1918 offiziell verwendet werden. Infolge der im 19. Jahrhundert einsetzenden Industrialisierung wurde 1894 von der Firma Gottfried Friedrich eine Stärkefabrik errichtet. Im April 1894 wurde die regionale Bahnstrecke Nagybecskerek-Pancsova dem öffentlichen Verkehr übergeben. 1901 wurde das neue Amtsgebäude der Gemeinde erbaut, dessen äußeres Erscheinungsbild bis heute mit der traditionellen Farbe der Habsburgermonarchie gestaltet ist (Schönbrunner Gelb). Im Jahre 1905 wurde eine Katastralvermessung durchgeführt und Katasterpläne angefertigt, auf denen der ungarische Ortsname angegeben wurde.

### Jabuka nach dem Ersten Weltkrieg
Die serbische Armee besetzte bereits fünf Tage nach dem österreichisch-ungarischen Waffenstillstand das Südbanat. Aufgrund der Verträge von Trianon und Sèvres wurde 1920 das Komitat Torontál aufgeteilt. Jabuka fiel zunächst an den Staat der Slowenen, Kroaten und Serben (serbokroatisch: Država Slovenaca, Hrvata i Srba).
Seit 1921 gehörte Jabuka zum Verwaltungsbezirk Belgrad (Beogradska oblast) des Königreichs der Serben, Kroaten und Slowenen. 1923 wurde die römisch-katholische Pfarre der Apostolischen Administratur Banat unterstellt. Seit 1929 gehörte Jabuka zur Donau-Banschaft.

### Jabuka im Zweiten Weltkrieg
Am 6. April 1941 begann der Angriff auf Jugoslawien. Am 11. April 1941 marschierten Einheiten der Wehrmacht in Jabuka ein. Nach der jugoslawischen Kapitulation führte die SS-Division „Reich“ in Jabuka und allen anderen Gemeinden eine von intensiver Propaganda begleitete Anwerbung unter den Männern der jüngsten Jahrgänge durch. Die SS konnte bis Anfang Mai im Banat mehrere Rekrutenkompanien aufstellen, die nach einer kurzen Grundausbildung in Prag schon im Juni 1941 an der Ostfront eingesetzt wurden. Ab August 1941 meldeten sich Männer zum Dienst in der Hilfspolizei (HiPo). Diese Einheit war einem Bataillon der Ordnungspolizei unterstellt. Ab Februar 1942 wurde das Einsatzgebiet der HiPo vom Banat auf das gesamte besetzte Serbien ausgedehnt.
Im Jahre 1942 wurde die 7. SS-Freiwilligen-Gebirgs-Division „Prinz Eugen“ aufgestellt. Obwohl in der ersten Phase der Aufstellung (Frühjahr 1942) die Bezeichnung 7. SS-Freiwilligen-Gebirgs-Division eingeführt und auch weitergenutzt wurde, wurde schon bald flächendeckend eingezogen.
Am 16. März 1943 wurde der Ort von der Wehrmacht in Apfeldorf umbenannt.
Anfang September 1944 arbeitete die Volksgruppenführung einen Plan zur Evakuierung der deutschen Zivilbevölkerung aus, den der Höhere SS- und Polizeiführer Hermann Behrends mit Verweis auf einen Geheimen Führerbefehl ablehnte. Der Volksgruppenführer und viele Funktionäre der Volksgruppe setzten sich bis Anfang Oktober aus dem Banat ab. Aus Apfeldorf flüchteten auch ein paar Funktionäre mit ihren Familien. Am 4. Oktober 1944 erreichten Einheiten der Roten Armee den Ort, der damit zum unmittelbaren Frontgebiet wurde.

#### Stratište (Richtstätte)

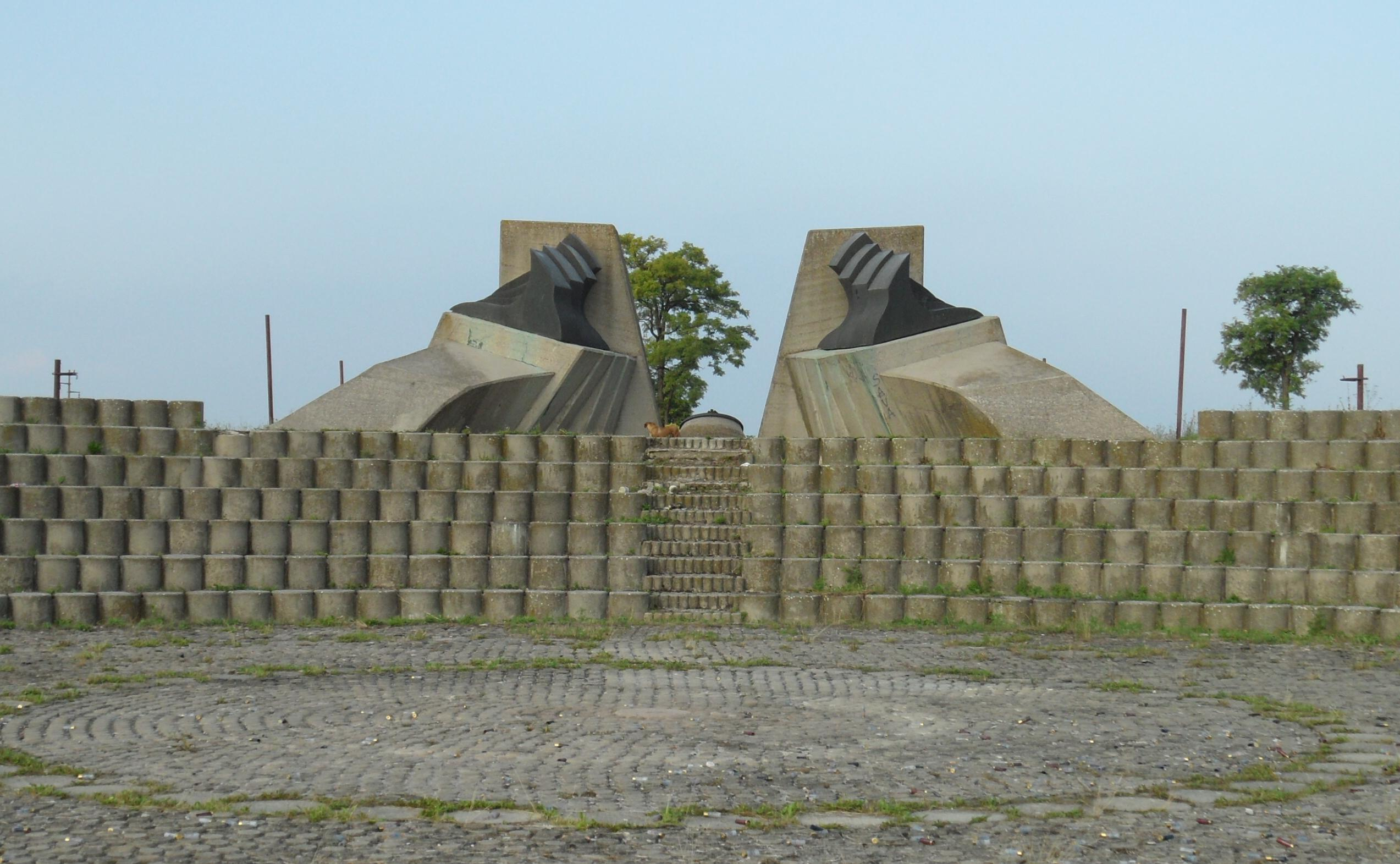
Gedenkstätte Stratište

So wird eine Stelle im Kleinen Ried (östlich vom Großen Ried) bezeichnet, die hinter einem 1928 bis 1934 erbauten Damm im Überschwemmungsgebiet der Temesch liegt und wo Ende Oktober 1941 Erschießungen stattfanden. Sonderkommandos der Wehrmacht ermordeten 600 Juden und Zigeuner. Am 16. Oktober 1944 verhafteten Einheiten der jugoslawischen Partisanen 21 Deutsche (u. a. den Bürgermeister/„Ortsrichter“) und ermordeten diese in der Nähe von Stratište durch Genickschüsse. Das Massengrab wurde drei Monate später von einer jugoslawischen Kommission entdeckt, die auf der Suche nach Partisanengräbern war. Am 30. Oktober 1944 erschien wieder ein Liquidierungskommando, um Deutsche wegen ihrer Zusammenarbeit mit der Besatzungsmacht zu erschießen. Der serbische Ortsrichter setzte sich jedoch zur Wehr und bestand auf ordentliche Gerichtsverfahren, wodurch er eine weitere Erschießung vorerst verhindern konnte. Am 14. November 1944 wurden jedoch weitere 15 Deutsche verhaftet und ermordet. Im Januar 1945 registrierte eine kommunistische Untersuchungskommission 34 Massengräber.

#### Internierung der deutschen Bevölkerung
Aufgrund der AVNOJ-Beschlüsse wurde Personen der deutschen Volksgruppe (Jugoslawiendeutsche, Volksdeutsche) die jugoslawische Staatsbürgerschaft entzogen und alle damit verbundenen bürgerlichen Rechte aberkannt. Davon ausgenommen wurden Personen, die mit Personen der anerkannten jugoslawischen Nationalitäten verheiratet waren. Im Dezember 1944 wurde ein Kontingent arbeitsfähiger Männer und Frauen selektiert und im Januar 1945 zur Zwangsarbeit in die Sowjetunion deportiert. Im April 1945 ordnete die Ortskommandantur des Volksbefreiungsausschusses die komplette Räumung von neun Wohnvierteln mit ca. 150 Häusern im nordöstlichen Teil des Unterdorfs an. Als Unterdorf bezeichneten die deutschen Einwohner den östlichen Teil von Jabuka. Die geräumten Wohnviertel wurden mit einem Stacheldrahtzaun abgegrenzt, die Fenster und Türen der am Zaun gelegenen Häuser mit Brettern zugenagelt. Alle noch im Dorf verbliebenen deutschen Einwohner wurden am 27. April 1945 in dieses Internierungslager eingesperrt. Ihr Eigentum wurde konfisziert. Im Oktober 1945 wurden viele Häftlinge in das Lager Knićanin verlegt. Bis 1948 kamen in verschiedenen Lagern im ehemaligen Jugoslawien insgesamt 440 Einwohner aus Jabuka ums Leben.

### Nach 1945

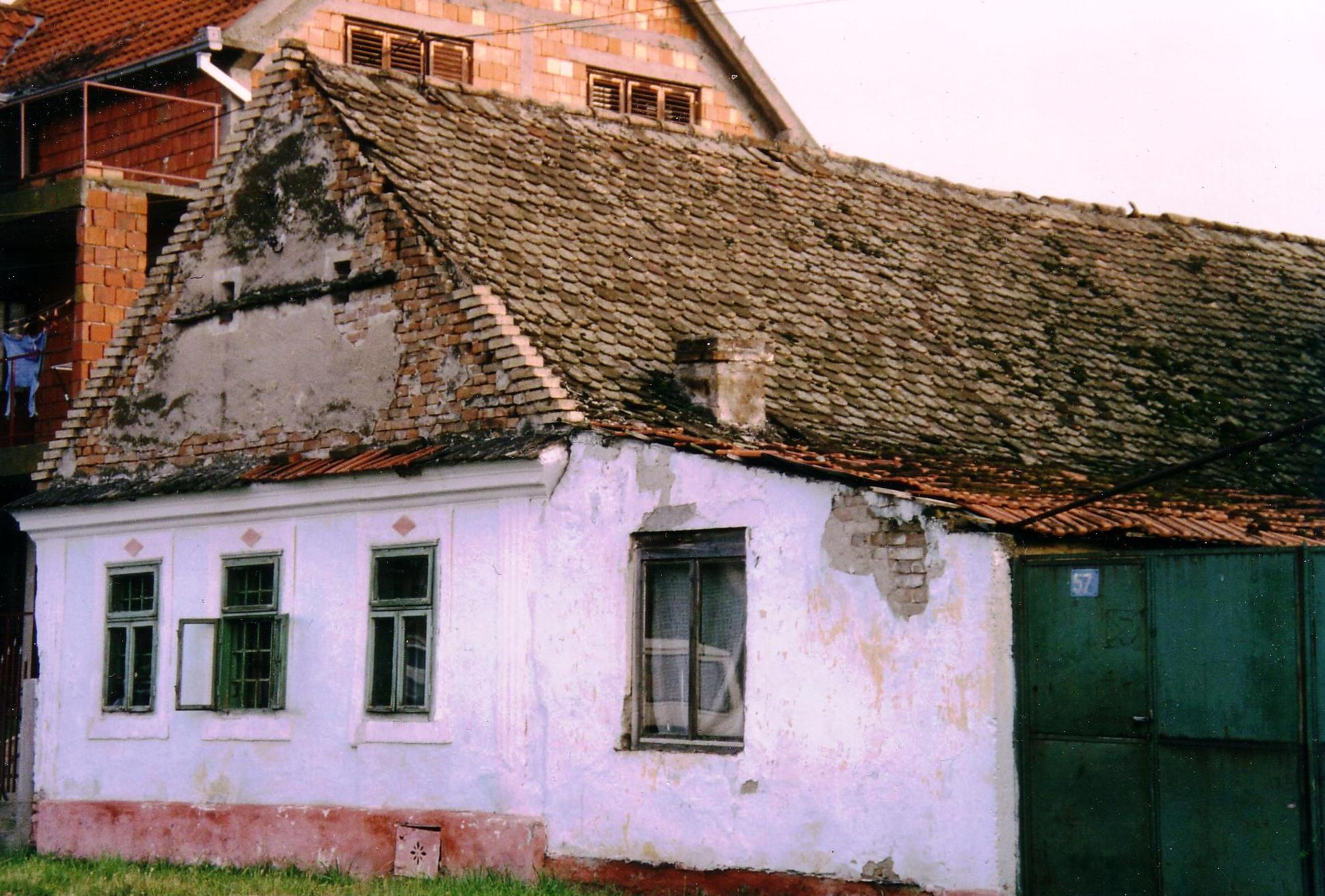
Neuer und alter Baustil

1946 erfolgte die Ansiedlung von mazedonischen Kolonisten in Jabuka, Glogonj und Franzfeld (Kacarevo). 561 Familien kamen nach Jabuka, die überwiegende Mehrheit aus dem nordmazedonischen Kriva Palanka, 10 km von der bulgarischen Grenze entfernt. Dadurch wurde Jabuka mit 3464 Mazedoniern zur größten mazedonischen Siedlung außerhalb Mazedoniens.  1946 bestand die Bevölkerung Jabukas zu 92 % aus Mazedoniern und zu 7 % aus Rumänen.
In den folgenden Jahren wurden auch Serben aus der Lika (Krajina) angesiedelt. Nach dem Kroatienkrieg kamen weitere serbische Flüchtlinge aus der Lika nach Jabuka. Im Kosovokrieg wurde das 8 km entfernte Pančevo wegen seiner Raffinerien und des Militärflugplatzes durch die Bombardierung der NATO stark in Mitleidenschaft gezogen.
Infolge der Aufnahme Rumäniens in die Europäische Union haben nach 2007 die meisten Rumänen Jabuka in Richtung Rumänien verlassen.
Auf dem Friedhof wurde 2006 von der deutschen Heimatortsgemeinschaft und der Gemeindeverwaltung ein symbolischer Grabstein aufgestellt, der an alle hier ruhenden deutschen Mitbürger in Ehrfurcht erinnert.
Am 10. Juni 2010 lieferte die Ermordung eines 17-jährigen Serben durch einen Roma-Altersgenossen den Anlass für tägliche Proteste von Dorfeinwohnern vor Roma-Häusern; dabei kam es zu Ausschreitungen und Übergriffen gegen Roma. An diesen Übergriffen sollen sich zwischen 300 und 500 Personen beteiligt haben, von denen fünf wegen Schürens von ethnischem Hass festgenommen wurden.
Auf dem Hauptplatz wurde 2011 mit dem größtenteils von Spendengeldern finanzierten Bau der orthodoxen Kirche St. Elias begonnen, in der im August 2014 erstmals eine Messe zelebriert wurde.

## Demographie

### Historische Ortsbeschreibungen (1786–1850)
In einem Lexikon aus dem Jahre 1786 findet man über Jabuka eine kurze topographische Beschreibung ohne statistische Daten. In einem Postlexikon des Jahres 1805 wurden 214 Häuser angegeben. 1829 wurden in statistischen Notizen differenziertere Daten veröffentlicht: Jabuka hatte 2148 Einwohner in 407 Häusern, davon waren 1894 römisch-katholischen oder griechisch-katholischen, 250 orthodoxen, 2 evangelischen und 2 jüdischen Glaubens. Auf der Urkunde der Grundsteinlegung der Leopoldskirche vom November 1833 wurden 2200 Seelen in 260 Häusern angegeben. Laut einer 1850 vom k.k. Handelsministerium herausgegebenen Statistik hatte das Dorf im Jahre 1846 bereits 2745 Einwohner.

### Amtliche Volkszählungsergebnisse
| Jahr | Gesamt | Deutsche | Walachen (Rumänen) | Kroaten | Mazedonier | Serben | Ungarn | Sonstige |
| ---- | ------ | -------- | ------------------ | ------- | ---------- | ------ | ------ | -------- |
| 1869 | 3054   |          |                    |         |            |        |        |          |
| 1890 | 3279   | 2743     | 369                | 4       |            | 13     | 136    | 14       |
| 1910 | 3315   | 2813     | 394                | 8       |            | 12     | 88     |          |
| 1921 | 3265   | 2819     | 348                |         |            |        | 73     | 25       |
| 1931 | 3111   | 2785     |                    |         |            |        |        | 326      |
| 1953 | 4623   |          | 245                | 28      | 2774       | 1199   | 76     | 301      |
| 1971 | 5453   |          |                    | 40      | 3325       | 1552   | 53     | 483      |
| 2002 | 6312   | 1        | 79                 | 14      | 2054       | 3224   | 27     | 913      |

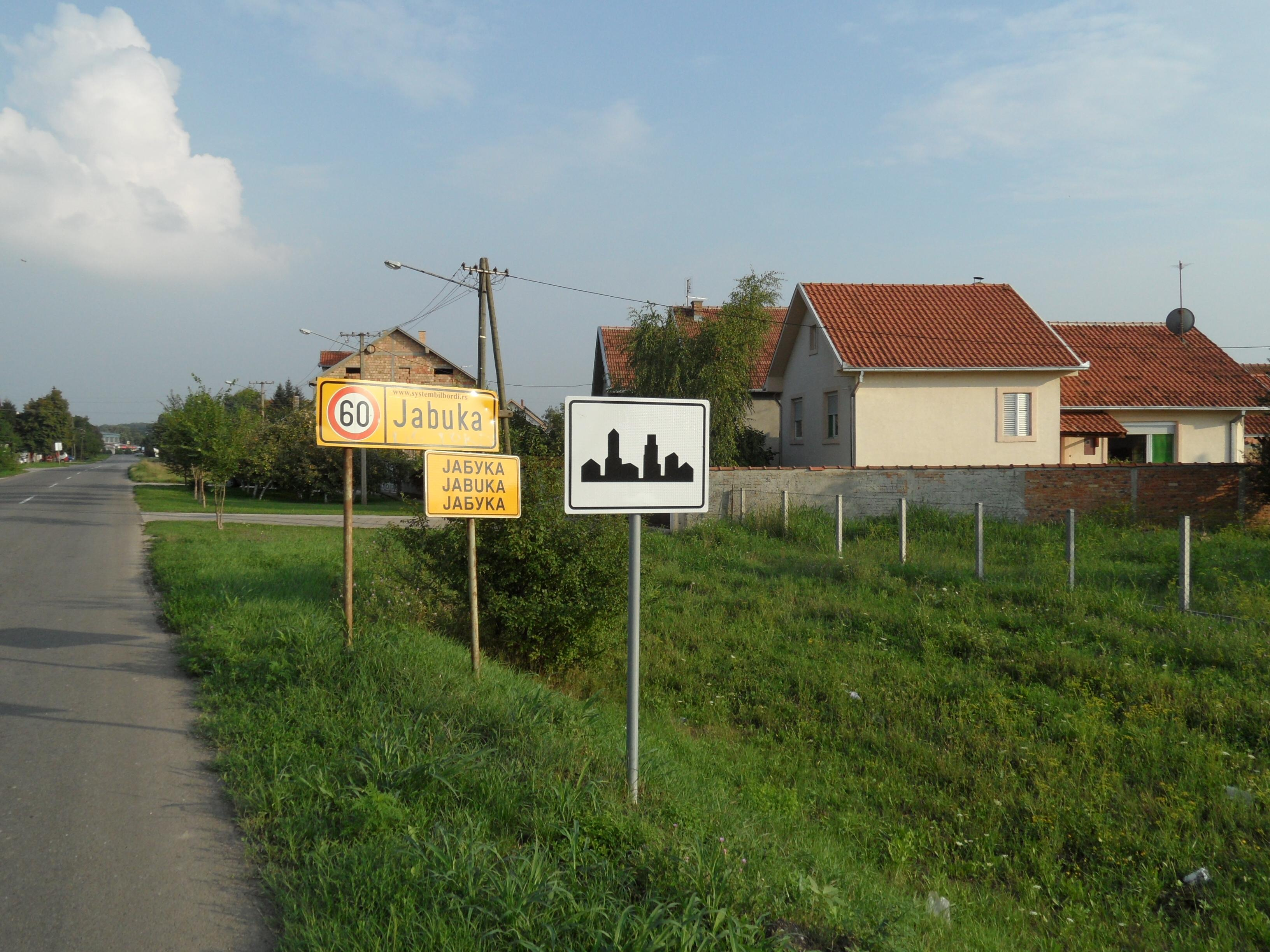
Dreischriftiges Ortsschild (Serbisch, Kroatisch, Mazedonisch)

In Österreich-Ungarn wurde erstmals im Jahre 1869 eine amtliche Volkszählung durchgeführt. Die amtlichen Ergebnisse dokumentieren die komplexe innenpolitische Problematik der Vielvölkerstaaten und vor allem die ideologischen Aspekte ihrer Nationalitätenpolitik. Im Jahre 1869 wurden noch keine Daten über die Nationalität und die Muttersprache der Einwohner ermittelt. In Jabuka bekannten sich 2692 Einwohner zum römisch-katholischen und 362 zum orthodoxen Glauben. Laut Zählung gab es 355 Häuser im Ort. Die obigen Zahlen der Volkszählung 1910 sind die ermittelten Daten über die Muttersprache. Von den 3315 Einwohnern gaben 563 an, dass sie die Staatssprache (Magyarisierung) sprechen konnten. Laut Zählung gab es 675 Häuser in Torontálalmás. Die Zahlen zu 1921 sind ebenfalls die ermittelten Daten über die Muttersprache. Die obigen Zahlen zu 1931 gab die Wiener Publikationsstelle der Südostdeutschen Forschungsgemeinschaft für den Generalstab des Heeres heraus. Die Einwohnerzahlen sind in die Rubriken Deutsche und Sonstige (Volkstumspolitik) eingeteilt. In der vierbändigen jugoslawischen Publikation wurden aus innenpolitischen Gründen (Volksgruppenpolitik) keine Daten über die Muttersprache veröffentlicht. Laut jugoslawischer Zählung gab es 786 Häuser mit 3079 Einwohnern in Jabuka. Das Ergebnis 1971 wurde nach der nationalen Zusammensetzung Jugoslawiens (Montenegriner, Kroaten, Mazedonier, Muslime, Slowenen, Serben, Albaner, Ungarn, Roma und Jugoslawen) strukturiert. In der obigen Rubrik Sonstige sind 2 Slowenen, 14 Montenegriner, 168 Jugoslawen und 299 ohne Angabe zusammengefasst. 2002 bezeichneten sich 307 Einwohner als Jugoslawen, 512 machten keine ethnische Angabe über sich. Bei der jüngsten Volkszählung 2011 wurden 6181 Einwohner gezählt.

## Kultur

### Schwäbisch-Deutscher Kulturbund
Im September 1920 wurde in Jabuka eine Ortsgruppe des Schwäbisch-Deutschen Kulturbunds gegründet, 1924 aufgelöst und 1939 wieder gegründet.

### Mazedonische Kultur
Der örtliche Lebensstil ist stark durch die mazedonische Kultur geprägt. Die meisten Mazedonier sind in der Kulturgesellschaft „JABUKA“ zusammengeschlossen. 1961 wurde das mazedonische Kulturhaus „Kočo Racin“ gegründet, benannt nach dem mazedonischen Dichter und Partisanen Kosta Apostolov Solev. Jedes Jahr wird auch in Jabuka am 2. August der mazedonische Feiertag „Ilinden“ (Tag der Republik in Mazedonien) gefeiert. Seit dem Jahre 2008 findet im Ort auch das alljährliche mazedonische Ethno-Festival „Tavče Gravče“ statt. Im September 2006 feierte man in Jabuka den 60. Jahrestag der mazedonischen Besiedlung in Jabuka, an dem auch der mazedonische Präsident Branko Crvenkovski und der serbische Präsident Boris Tadić teilnahmen. Die im Ort ansässigen Roma haben den Kulturverein „Crni biseri“ (Schwarze Perlen) gegründet.
Seit September 2011 wird an der Schule in Jabuka ab der ersten Klasse Mazedonisch mit einem Lehrbuch aus Mazedonien angeboten.